# Атлантида (Уругвай)
Атлантида (исп. Atlántida) — курортный город на юге Уругвая и административный центр одноимённого муниципалитета, входящего в состав департамента Канелонес. Является частью побережной курортной зоны Коста-де-Оро.

## География
Расположен на побережье эстуария Ла-Плата в месте впадения реки Солис-Чико, в 45 км восточнее Монтевидео.

## История
До начала XX века южная граница департамента Канелонес представляла собой заболоченное покрытое дюнами побережье, не считавшееся экономически перспективным, так как было почти непригодно для земледелия.
Атлантида начала формироваться в начале XX века, как курорт для элиты Монтевидео, которая ещё в XIX веке завела традицию устраивать летние лагеря на пляже Санта-Роса (ныне носит название Плая-Манса и является частью Атлантиды).
В конце 1900-х — начале 1910-х годов хозяйственное общество «La Arborícora Uruguaya» (основанное в 1908 году) приобретает крупный участок побережья к востоку от Пандо и проводит озеленение дюнной территории (в общей сложности высаживается около 150 000 эвкалиптов). В дальнейшем было выполнено межевание и началась распродажа земельных участков.
В 1913 году был построен первый отель, названный «Las Toscas» (с 1915 года носит название «Atlántida»). В то же время начинается строительство дороги до одноимённой железнодорожной станции Лас-Тоскас (ныне — Атлантида).
В 1918 году была осуществлена электрификация населённого пункта.
Развитие Атлантиды ускорилось в 1939 году, когда все не проданные земельные участки приобрёл итальянский предприниматель Natalio Michelizzi. В дальнейшем он начинает целенаправленно инвестировать и развивать туристическо-развлекательную инфраструктуру курорта.
7 сентября 1967 года законодательным актом № 13 609, Атлантиде был присвоен статус курортного города (исп. balneario a Ciudad).
15 марта 2010 года город вошёл в состав новообразованного одноимённого муниципалитета, став его административным центром.
19 октября 2011 года город отметил столетие со дня основания, для жителей города эта дата была на законодательном уровне объявлена выходным днём.

## Население
По данным переписи 2011 года население Атлантиды составляет 5562 человека, в том числе 2661 мужчина и 2901 женщина.
| 1963 г.                        | 1975 г. | 1985 г. | 1996 г. | 2004 г. | 2011 г. |
| ------------------------------ | ------- | ------- | ------- | ------- | ------- |
| 1559                           | 2268    | 2764    | 3989    | 4580    | 5562    |
| Гистограмма динамики населения |         |         |         |         |         |

|         | 1963 г. | 1975 г. | 1985 г. | \| 2011 г. |
| ------- | ------- | ------- | ------- | ---------- |
| мужчины | 796     | 1093    | 1330    | \| 2661    |
| женщины | 766     | 1175    | 1434    | \| 2901    |

## Транспорт
Основной транспортной артерией города является, пересекающий его в направлении запад↔восток национальный дорожный маршрут Interbalnearia.
В километре севернее Атлантиды, территорию пригорода Эстасьон-Атлантида пересекает железнодорожная линия Монтевидео—Роча, на которой устроена (ныне не действующая) одноимённая железнодорожная станция (от которой, собственно, и произошло название пригорода).

## Известные жители
- Иван Солоневич